# 关埠镇
关埠镇是中国广东省汕头市潮阳区所辖的一个镇，位于潮阳区西北部，东北隔着榕江与揭阳市相望，南邻西胪镇，西交金灶镇。镇辖区宗面积54.46平方公里，下辖4个居民委员会：关埠、桥东、福仓、港底。26个村民委员会：玉一、玉二、玉山、集德、新洪、洋贝、田东、东湖、桥头、上底、溪西欧、埔上、堂后、下底、三村、西平、河腰、巷内、巷口、庄厝、宅美、上仓、路外、路内、井美、树下。。至2003年末总人口12.1930人。